# George Gershwin
George Gershwin, nascido Jacob Gershowitz, (Brooklyn, Nova Iorque, 26 de setembro de 1898 — Hollywood, Califórnia, 11 de julho de 1937) foi um compositor dos Estados Unidos. Escreveu a maioria de seus trabalhos vocais e teatrais em colaboração com seu irmão mais velho, o letrista Ira Gershwin. George Gershwin compôs tanto para a Broadway quanto para concertos clássicos. Ele também escreveu músicas populares de grande sucesso.
Muitas de suas composições tem sido usadas na televisão e em inúmeros filmes, além de tornar-se standards de jazz. A cantora Ella Fitzgerald gravou muitas das canções de Gershwin em seu álbum de 1959, Ella Fitzgerald Sings the George and Ira Gershwin Songbook (com arranjos de Nelson Riddle). Incontáveis músicos e cantores gravaram músicas de autoria de Gershwin, incluindo  Louis Armstrong, Charlie Parker(The Bird) , Oscar Peterson, Miles Davis,  Frank Sinatra, Doris Day,  João Gilberto, Fred Astaire, Al Jolson, Percy Grainger, Bobby Darin, Art Tatum, Bing Crosby, Yehudi Menuhin, Janis Joplin, John Coltrane, Billie Holiday, Sam Cooke, Herbie Hancock, Madonna, Judy Garland, Julie Andrews, Barbra Streisand, Marni Nixon, Natalie Cole, Nina Simone, Maureen McGovern, John Fahey, The Residents, Sublime (banda), e Sting.
O teatro Gershwin Theatre, foi nomeado em sua homenagem e ao seu irmão.

## Biografia

### Infância e juventude
Gershwin nasceu como Jacob Gershowitz no Brooklyn, Nova Iorque de pais judeus russos. Seu pai Morris (Moishe) Gershowitz, trocou o nome da família para Gershwin logo depois de imigrar para São Petersburgo, Rússia. A mãe de Gershwin, Rosa Bruskin, também veio da Rússia; ela se casou com Gershowitz quatro anos depois.
George Gershwin foi o segundo de quatro filhos. A primeira vez que ele apresentou interesse pela música foi com 10 anos, quando ele escutou seu amigo de infância, Max Rosen, em um recital de violino. O som e a forma como seu amigo tocava o instrumento o capturou. Seus pais tinham comprado um piano para seu irmão mais velho Ira Gershwin, mas para surpresa deles e alívio de Ira, foi George quem começou a tocá-lo. Embora sua irmã mais nova Frances Gershwin ter sido a primeira da família a ganhar dinheiro com seu talento musical, ela se casou nova e veio a se tornar dona de casa além de mãe, desistindo de sua carreira de canto e dança - fixando-se na pintura, um hobby de George Gershwin.
Gershwin tentou vários professores de piano por dois anos, e então foi apresentado a Charles Hambitzer por Jack Miller, um pianista da Orquestra Sinfônica de Beethoven. Hambitzer atuou como um mentor de George até sua morte, em 1918. Hambitzer ensinou a Gershwin a técnica convencional de piano, introduzindo a ele a tradição da música clássica europeia, encorajando-o a assistir a concertos de orquestras. Em casa, George tentava reproduzir no piano a música que ouvia nos concertos. Ele mais tarde estudou com o compositor clássico Rubin Goldmark e o compositor e teorista Henry Cowell.

### Tin Pan Alley
Com 15 anos de idade George saiu da escola e encontrou seu primeiro emprego como músico na Tin Pan Alley em Nova Iorque ganhando $ 15 por semana. Sua inovadora rag "Rialto Ripples", em 1917, foi um sucesso comercial, e em 1919 ele alcançou seu primeiro grande sucesso com a música "Swanee". Em 1916, ele começou a trabalhar para a Aeolian Company and Standard Music Rolls em Nova Iorque, gravando e arranjando rolos de piano. Ele produziu dúzias se não centenas de rolos sob seu nome. Usando pseudônimos atribuídos a ele como Fred Murtha e Bert Wynn. Ele gravou rolos de composições próprias para pianolas Duo-Art e Welte-Mignon. Assim como rolos de pianos, Gershwin fez uma breve incursão dentro do vaudeville, acompanhando Nora Bayes e Louise Dresser no piano.
Em 1924, George e Ira colaboraram no musical de comédia, Lady Be Good que incluiu futuro standards do jazz como "Fascinating Rhythm" e "Lady Be Good".
Seguido por "Oh, Kay!" (1926), "Funny Face" em 1927, "Strike Up the Band" (1927 e 1930), "Show Girl" (1929), "Girl Crazy" (1930), que introduziu o standard "I Got Rhythm", e "Of Thee I Sing" (1931), o primeiro musical de comédia a ganhar um Prémio Pulitzer de Música.

### Música clássica, ópera e influências europeias

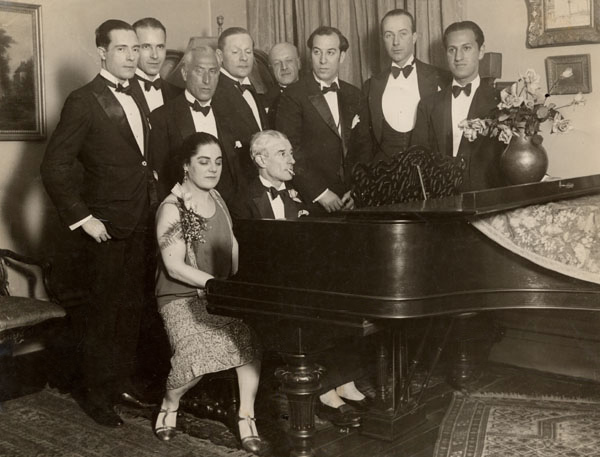
Noite dada por Éva Gauthier para o aniversário de Maurice Ravel (sentados ao piano). Em pé a extrema direita, George Gershwin.

Em 1924,  compôs sua primeira grande obra, Rhapsody in Blue para orquestra e piano, que foi orquestrada por Ferde Grofé e estreada pela banda de Paul Whiteman em Nova Iorque. Provou ser sua obra mais popular.
Gershwin ficou em Paris por um período curto de tempo, onde ele estudou composição com Nadia Boulanger. Boulanger, tal com vários outros professores, como Maurice Ravel, acabaram, entretanto, por recusar dar-lhe aulas, receosos de que estes estudos rigorosos influenciassem o seu estilo, influenciado pelo jazz. Nessa mesma altura, ele escreveu An American in Paris. Este trabalho recebeu diversas críticas negativas em sua primeira performance, no Carnegie Hall em 13 de dezembro de 1928, mas tornar-se-ia rapidamente parte do repertório de standards na Europa e nos Estados Unidos. Consequentemente ele achou a cena musical em Paris arrogante, e voltou para a América.
Sua mais ambiciosa composição foi Porgy and Bess (1935). Chamada por Gershwin como uma "ópera folk", a peça estreada no teatro da Broadway é considerada como a mais importante ópera americana do século XX. Baseada no romance de Porgy de DuBose Heyward, se passando em um bairro negro em Charleston, Carolina do Sul, e, com exceção de pequenas falas de alguns personagens, todos cantores/atores são negros. A música combina elementos da música popular, que foi fortemente influenciada pela música negra, técnicas achadas na ópera, assim como recitais e leitmotifs. Incluía também fugas e técnicas "avançadas" como politonalidade e tone row.

### Hollywood e morte prematura

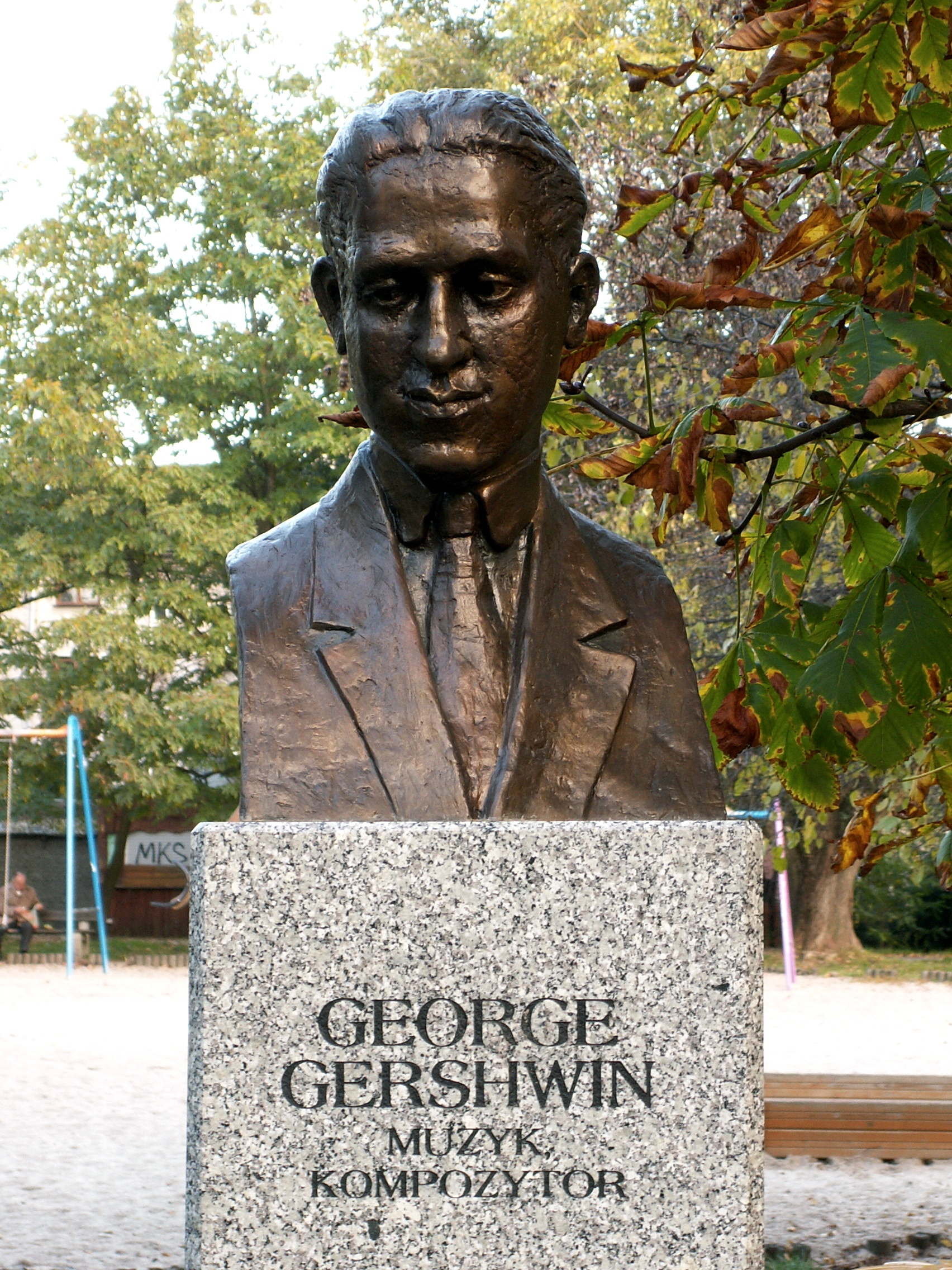
Busto por Alley in Kielce do compositor na Polônia.

Gershwin recebeu somente uma nomeação para um Oscar, por "They Can't Take That Away From Me" escrita por seu irmão Ira para o filme de 1937 Shall We Dance.
No começo de 1937, Gershwin começa a queixar-se de dores de cabeças cegantes e a recorrente impressão de que ele estava cheirando a borracha queimada. Ele tinha desenvolvido um tipo de tumor no cérebro conhecido como glioblastoma multiforme. Em junho, ele se apresentou em um concerto especial com a Orquestra Sinfônica de San Francisco sob a direção do maestro francês Pierre Monteux. Foi em Hollywood, enquanto trabalhava na partitura de The Goldwyn Follies, que teve um colapso em 11 de julho de 1937, morrendo aos 38 anos de idade no Cedars of Lebanon Hospital de uma cirurgia para retirada do tumor. Por coincidência, poucos meses depois, em 1937, seu ídolo Ravel também morreria de uma cirurgia no cérebro.
Gershwin teve um caso de 10 anos de duração com a compositora Kay Swift e frequentemente consultava-a sobre as suas músicas. Oh, Kay foi nomeada em homenagem a Kay Swift. Após a morte de Gershwin, Swift organizou algumas de suas músicas, transcreveu suas gravações, e colaborou com Ira em vários projetos. Gershwin teve um caso também com a atriz Paulette Goddard.
Gershwin morreu sem deixar testamento, e todas suas propriedades foram passadas para sua mãe. Ele está enterrado no Westchester Hills Cemetery em Hastings-on-Hudson, Nova Iorque. Os trabalhos de Gershwin ainda trazem significantes quantias de royalties das licenças de copyrights. As licenças para tais obras expiraram no final de 2007 na União Europeia e irão expirar entre 2019 e 2027 nos Estados Unidos.
De acordo com uma carta de Fred Astaire para Adele Astaire, Gershwin sussurrou seu nome antes de morrer.
Em 2005, o jornal The Guardian determinou "estimando os lucros acumulados na vida de um compositor" que Gershwin foi o compositor mais rico de todos os tempos. Gershwin foi nomeado para a calçada da fama de Long Island em 2006. O Teatro George Gershwin foi batizado e homenagem a ele.

## Estilo musical e influência
Gershwin foi influenciado muito mais pelos compositores franceses do começo do século. Maurice Ravel ficou completamente impressionado com as habilidades de Gershwin, comentando, ele diz "Pessoalmente eu acho o jazz mais interessante: os ritmos, o jeito que as melodias são tocadas, as próprias melodias. Eu escutei as obras de George Gershwin e as achei intrigantes". A orquestração nas obras sinfônicas de Gershwin geralmente são bem parecidas com as de Ravel; igualmente, o concerto para dois pianos de Ravel demonstra influência de Gershwin. Ele pediu a Ravel algumas lições. Quando Ravel perguntou quanto Gershwin tinha ganhado, Ravel respondeu "Que tal você me dar algumas lições?" (Algumas versões da história apresentam Igor Stravinsky do que Ravel, mas Stravinsky mesmo confirmou que originalmente tinha ouvido a história de Ravel).
O Concerto in F de Gershwin foi criticado por ser fortemente influenciado às obras de Claude Debussy, mais do que o estilo de jazz o qual era esperado. A comparação não impediu Gershwin de continuar explorando os estilos franceses. O início de An American in Paris reflete a longa jornada que ele tomou como compositor: "A parte inicial será desenvolvida no típico estilo francês, da maneira de Debussy e os Seis, ainda que as melodias sejam originais".
Além da influência francesa, Gershwin ficou fascinado com as obras de Alban Berg, Dmitri Shostakovich, Igor Stravinsky, Darius Milhaud e Arnold Schoenberg. Ele pediu a Schoenberg algumas lições de composição. Schoenberg se recusou, alegando "Eu apenas o faria um mal Schoenberg, e você é um bom Gershwin". (Esta frase é similar a uma creditada a Ravel durante a visita, em 1928, de Gershwin a França - "Por que ser um Ravel de segunda classe se você pode ser um Gershwin de primeira?").
A influência russa do seu professor de composição Joseph Schillinger (1932-1936) foi essencial para proporcionar para Gershwin um método de composição. Houve alguma discordância sobre a natureza da influência de Schillinger sobre Gershwin. Após o sucesso póstumo de Porgy and Bess, Schillinger alegou que ele teve uma grande e direta influência em supervisionar a criação da ópera; Ira negou completamente que seu irmão teve qualquer ajuda para tal obra. Há ainda um terceiro relato sobre a relação com Schillinger escrita por um amigo próximo de Gershwin, Vernon Duke, em um artigo para a Musical Quartely em 1947.
Uma habilidade diferencial de Gershwin foi conseguir manipular as formas de música em uma só. Ele pegou o jazz que ele descobriu em Tin Pan Alley combinando os ritmos e tonalidades com as canções populares da época.
A primeira canção que George Gershwin publicou foi "When You Want 'Em You Can't Get 'Em, When You've Got 'Em, You Don't Want 'Em." Publicada em 1916 quando Gershwin tinha 17 anos ganhando um total de $5, entretanto ele prometeria bem mais.
Em 2007, a Biblioteca do Congresso batizou o Prêmio de Melhor Canção Popular de Gershwin Prize. Reconhecendo o profundo e positivo efeito da música popular na cultura, o prêmio é dado anualmente para o compositor e performista para quem as contribuições ao longo de sua vida exemplificam a excelência alcançada pelos Gershwins. Em 1 de Março de 2007, o prêmio Gershwin foi dado ao compositor Paul Simon.

## Gravações

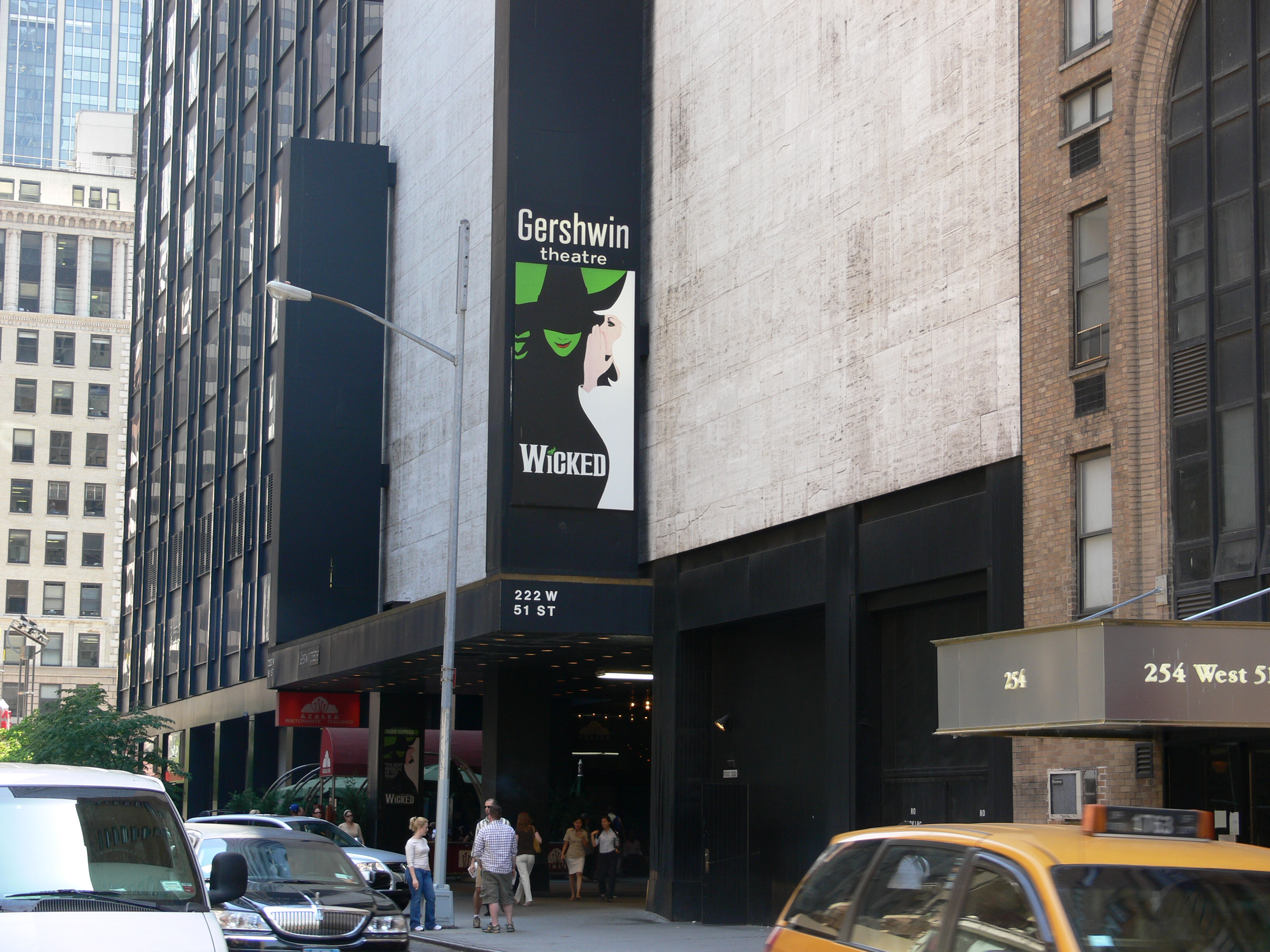
O Gershwin Theatre em Manhattan, Nova Iorque.

No começo de sua carreira, Gershwin produziu dúzias de rolos para pianolas e esta era a principal fonte de renda dele. Muitas delas eram músicas populares da época e outras de sua autoria. Uma vez que sua carreira no teatro foi crescendo as gravações em rolos de piano foi gradualmente diminuindo. Entretanto ele fez algumas gravações através da década de 1920, incluindo uma versão completa de Rhapsody in Blue.
Igualmente aos rolos de piano, há poucas gravações de áudio acessíveis dele. Sua primeira gravação foi de uma música própria, "Swanee" com o Fred Van Eps Trio em 1919. o balanceamento da gravação focaliza mais o banjo de Van Eps, ficando o piano ofuscado. A gravação foi antes de "Swanee" tornar-se famosa com Al Jolson no começo de 1920.
Gershwin gravou uma versão curta de Rhapsody in Blue com Paul Whiteman e sua orquestra para a Victor Talking Machine Company em 1924, logo após a estreia mundial. Gershwin e a mesma orquestra fez uma gravação elétrica da mesma versão para a Victor em 1927. Entretanto, uma disputa no estúdio sobre a interpretação, irritou Paul Whiteman fazendo o sair. A condução foi dada a Nathaniel Shilkret. Gershwin fez certo número de gravações de solos de piano para seus musicais, alguns incluindo vocais de Fred e Adele Astaire, assim como seus Três Prelúdios para piano.
Em 1929, Gershwin "supervisionou" a estreia mundial de An American in Paris com Nathaniel Shilkret e a Victor Simphony Orchestra. O papel de Gershwin na orquestra foi bem limitado, principalmente porque Shilkret estava conduzindo e tinha suas próprias ideias sobre a música. Ninguém tinha sido contratado para tocar o solo breve de celesta, então Gershwin foi perguntado se ele não poderia tocar, e ele concordou. Gershwin pode ser escutado, brevemente, na gravação durante a seção lenta.
Ele apareceu em vários programas de rádios, incluindo o programa de Rudy Vallee, tocando algumas de suas composições, incluindo o terceiro movimento do Concerto in F com a orquestra de Vallee conduzindo. Algumas dessas performances foram preservadas em discos de transcrição e têm sido lançadas em LP e CD.
Em 1934, num esforço para arrecadar dinheiro para financiar a sua folk opera, Gershwin montou seu próprio programa de rádio intitulado Music by Gershwin no qual apresentava obras suas e de outros compositores. Gravações desta e de outras transmissões incluíam sua Variations on/Got Rhythm, partes de Concerto in F, e numerosas canções de seus musicais de comédia. Ele também gravou um ensaio de sua Second Rhapsody, conduzindo a orquestra e tocando os solos de piano. Gershwin gravou excertos de Porgy and Bess com membros originais, conduzindo a orquestra do piano. Mais tarde, a RCA Victor o contratou para supervisionar as gravações de Porgy and Bess em 1935, as quais foram suas últimas gravações.
Um clipe de 33 segundos de Gershwin tocando "I've Got Rhythm" sobreviveu, possivelmente pego de um cinejornal do começo da década de 1930. Há também filmes mudos feitos em casa, alguns em Kodachrome, de Gershwin que tem sido apresentados em tributos ao compositor.
Em 1975, a Columbia Records lançou um álbum com os rolos de piano de Gershwin tocando Rhapsody in Blue, acompanhado pela Columbia Jazz Band tocando o acompanhamento original conduzido por Michael Tilson Thomas. O outro lado do disco de Columbia Masterworks apresenta Tilson Thomas liderando a Filarmônica de Nova Iorque em An American in Paris.
Em 1993, uma seleção de rolos de piano originalmente produzidos por Gershwin para a Standard Music Roll Company foi lançada pela Nonesuch Records através do esforço de Artis Woodhouse e foi intitulado Gershwin plays Gershwin: The Piano Rolls.

## Composições
Orquestral
- Rhapsody in Blue (para piano e orquestra, 1924)
- Piano Concerto in F (1925)
- An American in Paris (para orquestra, 1928)
- Second Rhapsody, originalmente intitulada Rhapsody en Rivets (para piano e orquestra, 1931)
- Cuban Overture, originalmente intitulada Rumba (1932)
- Variations on "I Got Rhythm" (para piano e orquestra) (1934)
- Catfish Row, suíte baseada na música de Porgy and Bess (1936)

Piano Solo
- Prelúdios para Piano (1926)
- George Gershwin's Songbook, arranjos de piano para 18 canções (1932)

Musicais da Broadway
- George White's Scandals
- Lady, Be Good (1924)
- Tip-Toes (1925)
- Song of the Flame (1925)
- Tell Me More! (1925)
- Oh, Kay! (1926)
- Strike Up the Band (1927)
- Funny Face (1927)
- Rosalie (1928)
- Show Girl (1929)
- Girl Crazy   (1930)
- Of Thee I Sing (1931)
- Pardon My English (1933)
- Let 'Em Eat Cake(1933)
- My One and Only (1983) (musical de 1983 usando músicas escritas por Gershwin)
- Crazy for You, versão revisada de Girl of Crazy (1992), escrita e compilada sem a participação de George ou Ira Gershwin.

Ópera
- Porgy and Bess (1935, esta foi, entretanto, primeiramente apresentada na Broadway do que em uma casa de ópera)

Filmes em que Gershwin escreveu partituras originais
- Delicious, partes de Second Rhapsody que foram usadas no filme. (1931)
- Shall We Dance, orquestração original por Gershwinm sem gravações disponíveis em estéreo, algumas seções nunca foram gravadas. (1937)
- A Damsel in Distress (1937)
- The Goldwyn Follies, postumamente lançada (1937)
- The Shocking Miss Pilgrim, usou canções não publicadas.